# Hjalmar Brotherus
Hjalmar Viktor Brotherus, född 24 november 1885 i Helsingfors, död där 25 juli 1962, var en finländsk fysiker. Han var brorson till Viktor Ferdinand Brotherus och bror till Karl Robert Brotherus.
Brotherus, som var son till universitetslektor Carl Gottfrid Brotherus och Emilia (Milette) Karolina Malm, blev student 1904, filosofie kandidat 1909, filosofie licentiat 1913 och filosofie doktor 1914. Han studerade i Göttingen 1909–1911, var föreståndare för meteorologiska stationen i Ilmala 1912–1916 och justeringsinspektör vid justeringskommissionen 1916–1922. Han var professor vid Tekniska högskolan i Helsingfors 1922–1954 samt nämnda högskolas prorektor 1928–1937 och rektor 1937–1940. Han var även docent i fysik vid Helsingfors universitet 1916–1947.  Han bedrev forskning främst inom optik och om gasers elektriska konduktivitet. Han blev teknologie hedersdoktor 1954.

## Utmärkelser
- Kommendörstecknet av Finlands Vita Ros’ orden,  1932[3]
- Vinterkrigets minnesmedalj[3]
- Frihetskrigets minnesmedalj[3]
- Frihetsmedaljens 1. klass[3]
- Förtjänstmedaljen för befolkningsskyddsarbete av 2. klass[3]

[Redigera Wikidata]